# Vincent Gérard
Pour les articles homonymes, voir Vincent Gérard (homonymie).
Vincent Gérard, né le 16 décembre 1986 à Woippy, est un joueur français de handball qui joue au poste de gardien de but. International de 2013 à 2024, il est notamment champion d'Europe en 2014, champion du monde en 2017 et champion olympique en 2021.
En club, il a remporté une Ligue des champions en 2018 avec Montpellier et a remporté au moins un titre national avec chacun des clubs dans lequel il a évolué : Montpellier, Istres, Dunkerque et Paris Saint-Germain. En 2022, il rejoint le Saint-Raphaël VHB pour un contrat de trois ans mais est libéré au bout d'un an pour signer dans le club allemand du THW Kiel pour la saison 2023-2024. Blessé à son arrivée, il quitte le club allemand en février 2024 sans avoir joué de match officiel puis retourne au Istres PH. En avril 2025, il est joker médical au FC Barcelone.

## Carrière

### En club
Vincent Gérard a un parcours assez atypique puisqu'il n'est pas passé par un centre de formation. Lorsqu'il intègre à 15 ans le Pôle Espoirs de Strasbourg, sa taille (1,70 m contre 1,88 m aujourd'hui) semble être un frein mais il a la confiance de Philippe Schlatter au Pôle Espoirs. Puis son père, son entraîneur au SMEC Metz hésite à le lancer en deuxième division alors qu'il avait à peine 18 ans. Dès 2004, il est identifié comme un potentiel international, Pierre Alba (sélectionneur de l'équipe de France des -18 ans) louant « une explosivité et, surtout, un mental de très haut niveau ». Si le club messin est relégué en Nationale 1 au terme de la saison 2005-2006, il est élu meilleur gardien de but espoir du championnat par Handzone.
En 2006, il est ainsi recruté par le Montpellier Handball dans le rôle du deuxième puis le troisième gardien de 2006 à 2008, derrière Daouda Karaboué et Marouène Maggaiez. S'il est par ailleurs régulièrement sélectionné en équipe de France junior, son temps de jeu à Montpellier est néanmoins réduit . Il ouvre toutefois son palmarès avec un championnat de France, une coupe de France et deux coupes de la Ligue.
Laissé libre par Montpellier, Gérard signe un contrat de deux ans avec le club d'Istres Ouest Provence Handball. Il joue un rôle majeur dans la victoire surprise du club istréen lors de la coupe de la Ligue 2009, disputée à Miami. Homme du match en finale, il permet à son équipe de battre son ancien club, Montpellier, quintuple tenant du titre.
À la fin de l'année 2009, son transfert à Dunkerque est annoncé pour le début de la saison 2010-2011. Rejoignant effectivement le club dunkerquois, il y est le gardien titulaire devant Arnaud Siffert et ses performances lui valent d'être nommé meilleur joueur du mois de décembre du championnat. Il joue également un rôle décisif dans le premier titre remporté par Dunkerque : la Coupe de France 2010-2011. En finale, il est impérial pendant le temps réglementaire (17 arrêts) comme lors de la séance des tirs au but, arrêtant les tentatives de Cédric Paty, Benjamin Gille, puis Guillaume Saurina. Au terme de la saison, il est ainsi élu meilleur gardien du championnat de France.
Ainsi qualifié en Coupe de l'EHF pour la saison suivante, Gérard et les Dunkerque atteignent la finale de la coupe d'Europe après avoir notamment écarté les allemands du SC Magdebourg en demi-finale avant de chuter face à un autre club allemand, le Frisch Auf Göppingen.
La saison 2012-2013 débute par la victoire lors du  Trophée des champions : après avoir éliminé Montpellier en demi-finale, Dunkerque bat Chambéry en finale à nouveau aux tirs au but et Dunkerque s'impose d'un but grâce aux arrêts de Gérard sur les tirs de Cédric Paty et Guillaume Gille,.
Trois mois plus tard, il est l'un des principaux artisans de la victoire de Dunkerque en Coupe de la Ligue. En mars 2013, la prolongation de son contrat jusqu'en fin de saison 2017 est annoncée. Pourtant en avril 2015 le club nordiste, dont le budget a baissé de 200 000 euros cette saison, décide de le laisser partir pour l'Hérault où il signe pour quatre saisons avec le Montpellier Handball.
Si le club montpelliérain est moins impérial sur la scène nationale à la suite de la montée en puissance du Paris Saint-Germain, Vincent Gérard est décisif, notamment lors du doublé Coupe de France-Coupe de la Ligue en 2016. Il est ensuite élu meilleur gardien du championnat de France en 2016-2017 et 2017-2018, pour la cinquième fois de sa carrière. Lors de cette saison 2017-2018, Montpellier réalise un excellent parcours en championnat mais s'incline lors de l'avant dernière journée face à Saint-Raphaël (26-25) et ne peut empêcher le PSG, son futur club, de remporter son cinquième titre de champion de France. Au terme du match, il met alors en cause le manque de professionnalisme de l'arbitrage. Néanmoins, cinq jours plus tard, le club héraultais remporte sa deuxième Ligue des champions.
En 2019, il est élu président de l'Association des Joueurs Professionnels de Handball (AJPH).
Sans proposition de prolongation du PSG, il signe en mai 2021 un contrat de trois saisons au Saint-Raphaël Var Handball à compter de 2022. Il ne reste toutefois qu'une saison avec le club varois, acceptant la proposition du grand club allemand du THW Kiel avec un an de contrat. Son arrivée dans le club allemand fait suite au départ du gardien danois Niklas Landin. Il est atteint d'une pubalgie au moment de son arrivée à Kiel. Cette blessure le contraint à subir une intervention chirurgicale et à une convalescence. Dans l'intervalle, le club allemand recrute Samir Bellahcene en tant que « joker médical ». Celui-ci se révèle performant, ce qui amène la direction allemande à garder Bellahcene et à écarter Gérard de son effectif une fois celui-ci rétabli. Le club et le joueur officialisent une résiliation de contrat le 9 février 2024. Gérard n'a durant son passage à Kiel disputé aucune rencontre officielle et a participé à six rencontres amicales. Cinq jours plus tard, son retour à Istres PH, club de deuxième division, est officialisé pour le reste de la saison 2023-2024 à l'issue de laquelle il arrête sa carrière. Il contribue alors au club à atteindre la finale du championnat, synonyme de retour du club provençal en D1
Après avoir mis un terme à sa carrière aux Jeux olympique, il est recruté par le FC Barcelone en avril 2025 et jusqu'à la fin de la saison comme joker médical afin de seconder Emil Nielsen après la blessure en février de Gonzalo Pérez de Vargas,.

### En sélection
Les bonnes performances de Vincent Gérard tout au long de l'année 2012 font qu'il devient un prétendant à l'équipe de France, mais se trouve devancé aux yeux du sélectionneur Claude Onesta par le duo Thierry Omeyer-Daouda Karaboué et par Cyril Dumoulin,. À la suite de la retraite internationale de Karaboué à l'issue du Championnat du monde 2013, Gérard est sélectionné en avril pour une double confrontation face à la Norvège dans le cadre des qualifications à l'Euro 2014. S'il n'est pas aligné sur la feuille de match en Norvège, il entre en jeu dans les dernières minutes du second match disputé à Nancy le 6 avril alors que les deux équipes sont à égalité 24-24. Avec 2 arrêts en 9 minutes de jeu,, il contribue à la victoire 32-28 qui permet à la France de se qualifier pour cet Euro avant même la fin des matchs de qualification.
Puis, pour le Championnat d'Europe 2014, Thierry Omeyer étant insuffisamment remis de sa blessure, Gérard en profite pour être sélectionné en compagnie de Cyril Dumoulin. Si, au vu de la hiérarchie des gardiens de buts, Dumoulin semblait avoir l'avantage sur Gérard, le gardien chambérien a aligné les contre-performance avec son club, si bien que Gérard commence le premier match de ce championnat face à la Russie. Faisant preuve de nervosité, il doit toutefois attendre quinze minutes pour faire son premier arrêt et est finalement remplacé par Dumoulin qui réalise une meilleure performance avec neuf arrêts contre deux pour Gérard. Dumoulin réalise également un bon deuxième match et Gérard fera finalement les frais du retour de Thierry Omeyer pour le tour principal. S'il terminera la compétition dans les tribunes, il reçoit tout de même sa première médaille d'or en équipe de France.
Si Vincent Gérard ne participe pas au Championnat du monde 2015, Claude Onesta lui préférant Cyril Dumoulin derrière Thierry Omeyer, il est retenu au Championnat d'Europe 2016 (terminé à la 5e place) puis au JO de Rio où il contribue à la médaille d'argent remportée par les Experts.

Vincent Gérard face Rasmus Lauge le 10 janvier 2016 lors du match France-Danemark
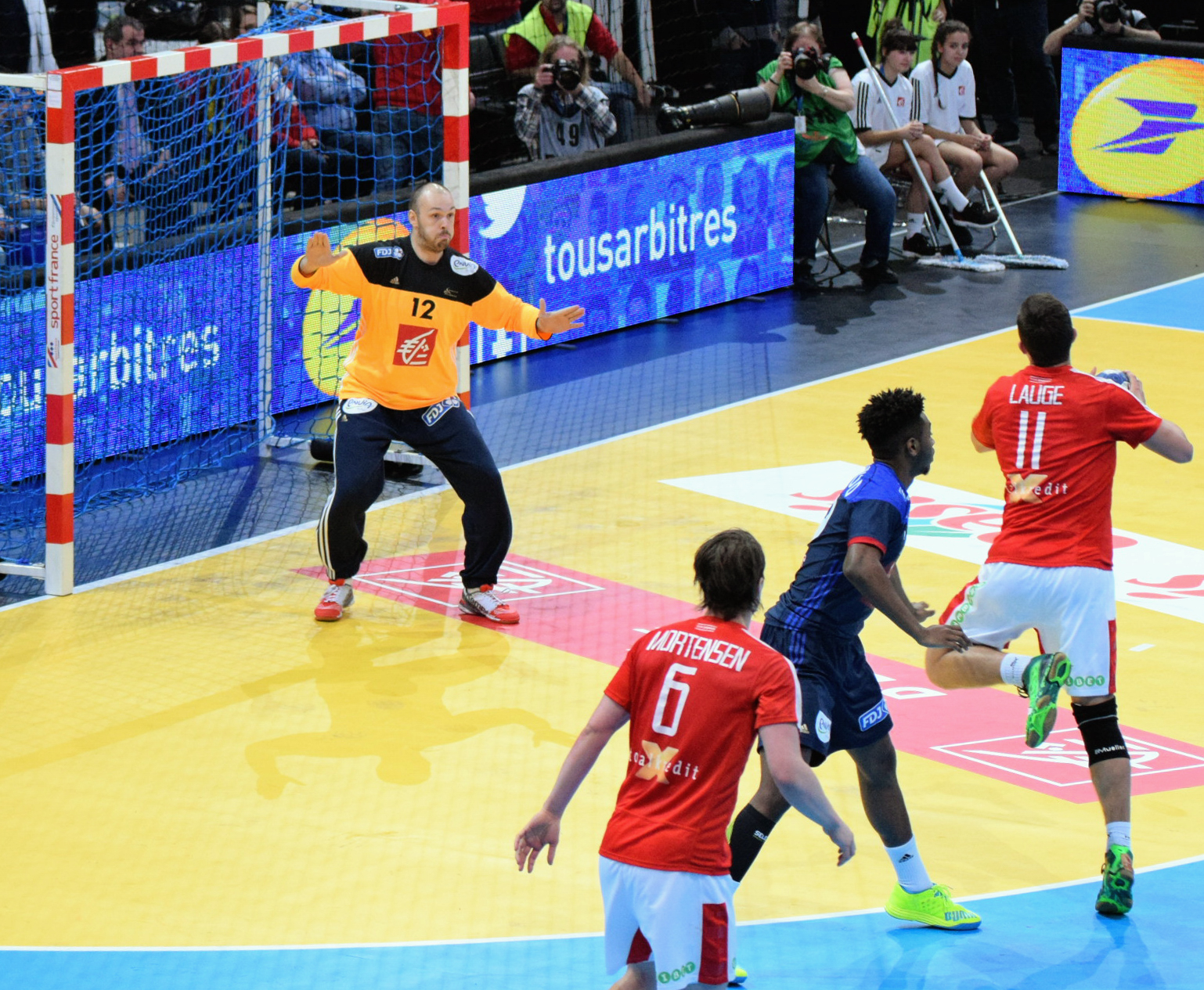
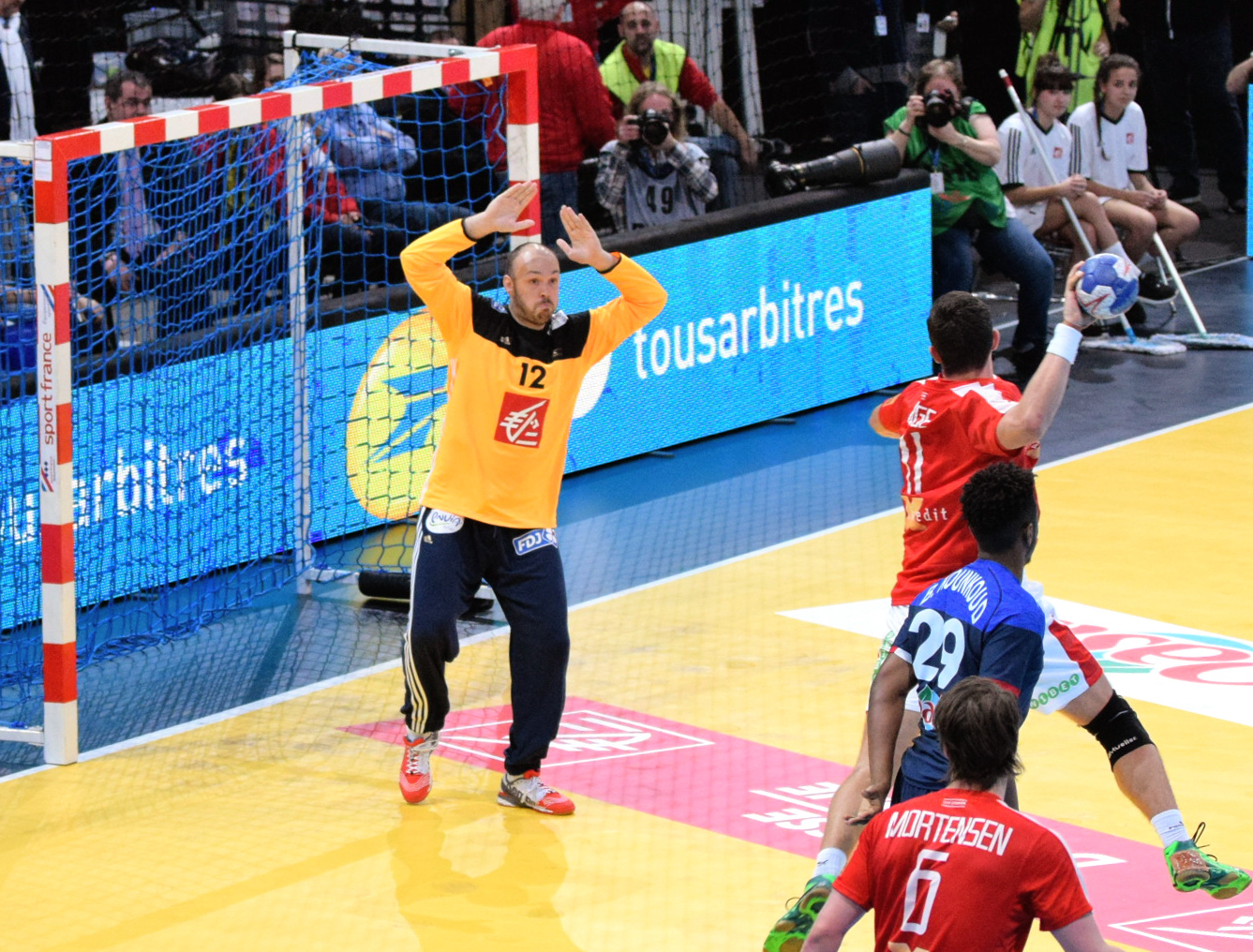
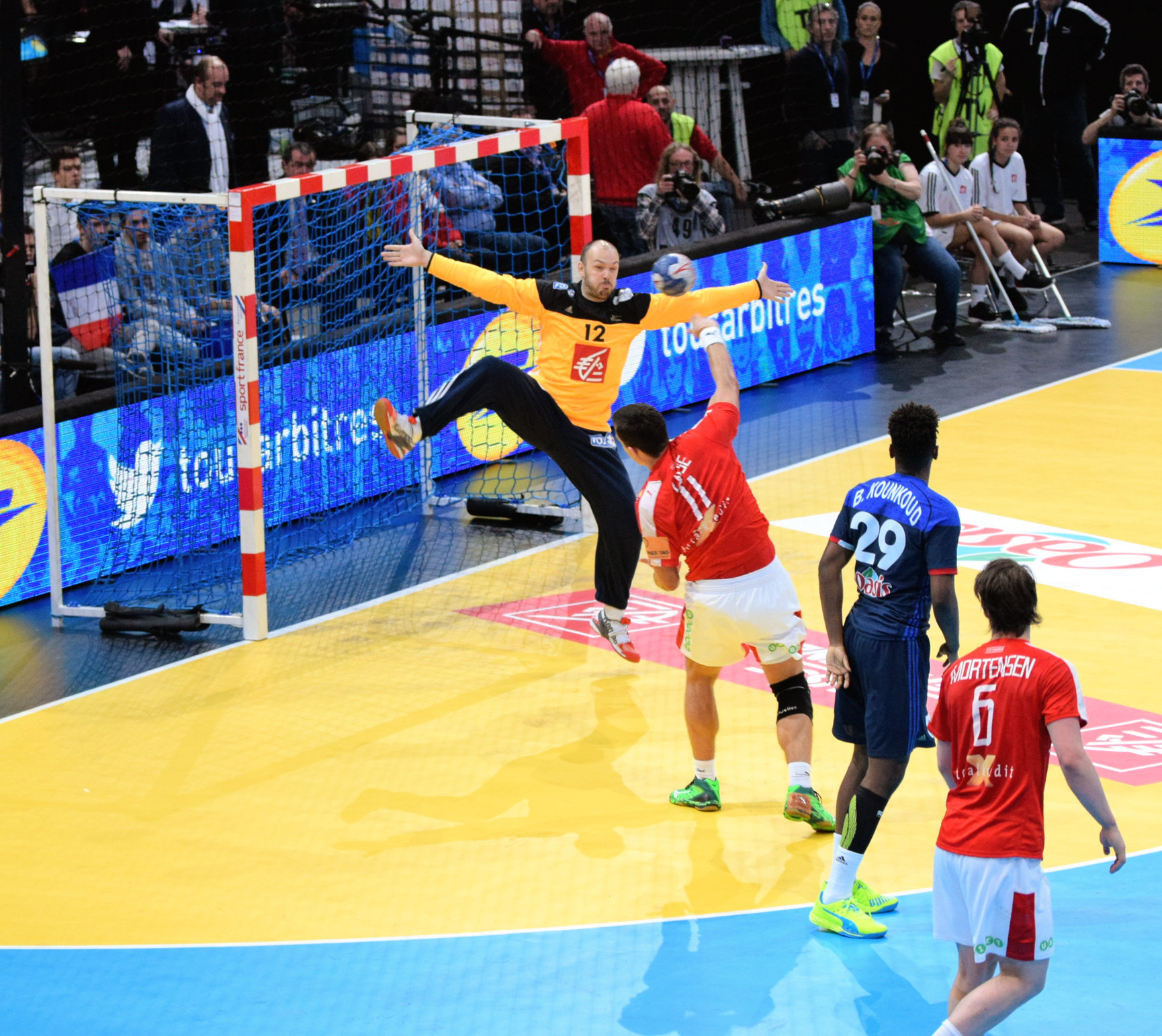
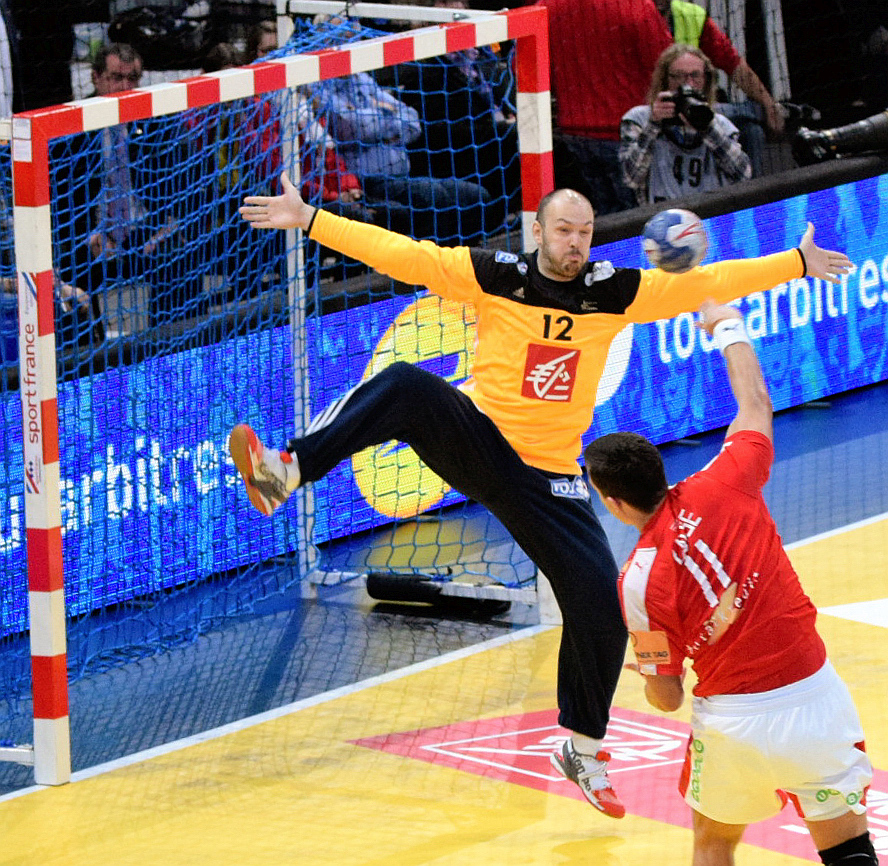

Le Championnat du monde 2017 en France est la dernière compétition internationale de Thierry Omeyer. Si ce dernier est titulaire en début de compétition, Vincent Gérard se montre décisif à compter des quarts de finale pour permettre à la France de remporter son sixième titre mondial et est ainsi élu meilleur gardien de la compétition.
Un an plus tard, au Championnat d'Europe 2018, il est à nouveau élu meilleur gardien de la compétition, même si lui et les Bleus sont passés à côté de leur demi-finale face à l'Espagne.

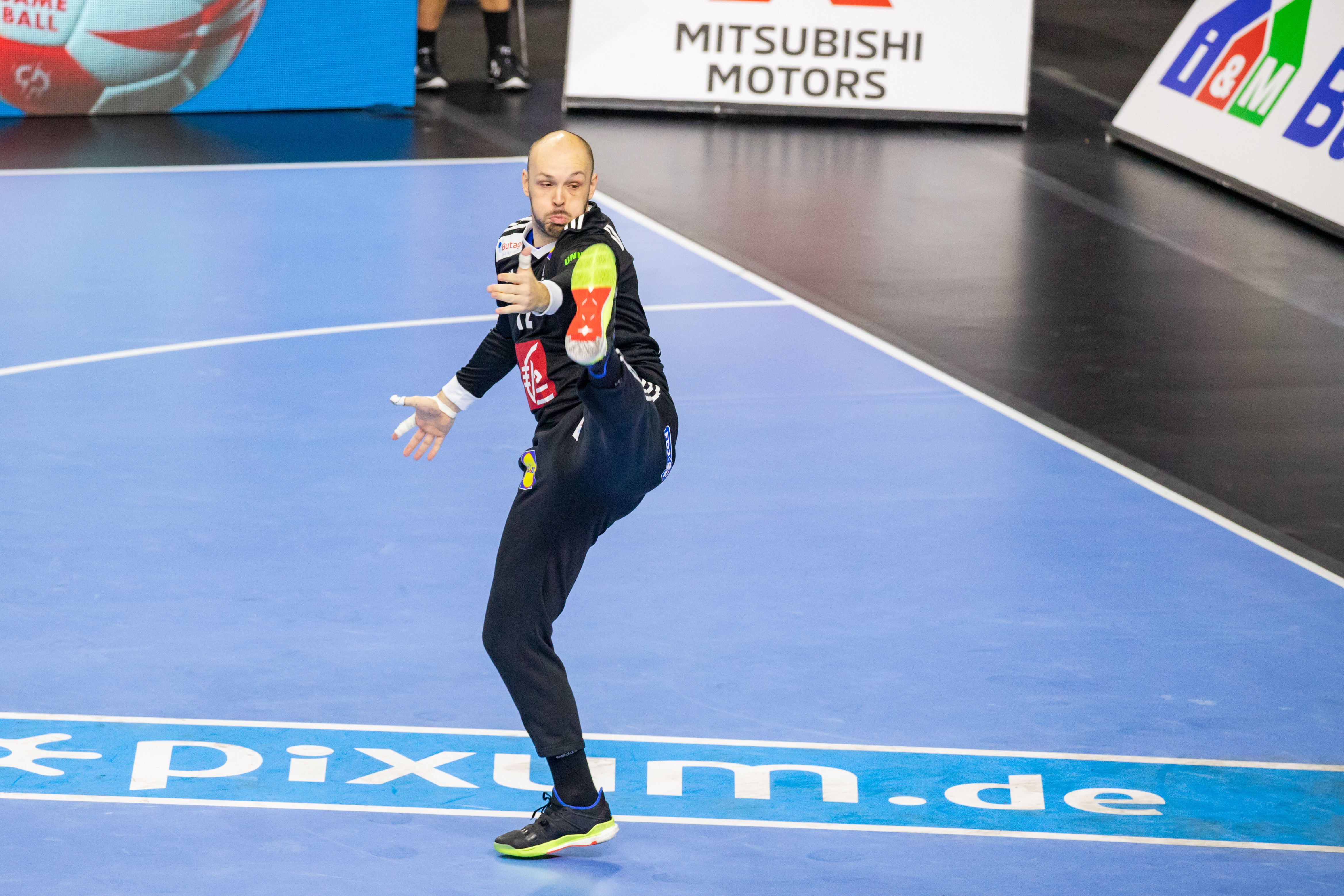
Vincent Gérard lors du Championnat du monde 2019.

Au Championnat du monde 2019, il est moins décisif que lors des deux précédentes compétitions, même s'il termine 9e meilleur gardien avec 34,1 % d'arrêts, étant celui ayant réalisé le plus d'arrêts. En fait, c'est notamment lors des demi-finales qu'il enchaîne les contre-performances : déjà crédité de seulement 3 arrêts sur 17 tirs à l'Euro 2018, il réalise un 0/16 face au Danemark pour une nette défaite 30-38. Avec un meilleur Gérard (8/25), les Bleus remportent finalement la médaille de bronze. L'Euro 2020 sera une catastrophe pour l'équipe de France, éliminée pour la première fois de son histoire dès le premier tour. Vincent Gérard est en grande difficulté (8 % d'arrêts, 1/13) lors de la défaite surprise contre le Portugal (25-28) et s'il est un peu plus inspiré contre la Norvège (29% d'arrêts), il n'empêche pas la défaite et l'élimination de son équipe. Au Mondial 2021, il est un des tauliers d'une équipe en reconstruction. Si c'est Wesley Pardin qui réalise une performance exceptionnelle lors de la victoire face à la Norvège pour le premier match, Vincent Gérard reprend le rôle de N°1 après la blessure de Pardin. Grâce à de nouvelles victoires face à l'Islande et au Portugal lors du tour principal, la France termine première de son groupe. Si, en quart de finale, les 32% d'arrêts de Vincent Gérard sont décisifs pour obtenir la victoire contre la Hongrie (35-32 ap), il explose en même temps que son équipe en demi-finale contre la Suède, ne réalisant qu'un arrêt sur 20 tirs. S'il est plus performant face à l'Espagne (12/41 à 29%), ce n'est pas suffisant pour permettre de glaner la médaille de bronze (29-35) et à titre individuel, il sort finalement du top 10 (76/252, 30%).
Aux Jeux olympiques en 2021 à Tokyo, la France ne fait pas partie des favorites et l'incertitude continue de planer sur Vincent Gérard. Lors de son premier match contre l'Argentine, la France ne tombe pas dans la piège grâce notamment aux 31 % d'arrêts de Gérard qui lance parfaitement son tournoi. Il est également déterminant sur la mi-temps qu'il joue contre le Brésil, notamment en fin de première mi-temps, lorsque les Brésiliens reviennent au score. S'il est moins décisif contre l'Allemagne (24% d'arrêts), il réalise quelques arrêts déterminants, notamment au moment où l'Allemagne a pris la tête et où les Allemands auraient pu se détacher, permettant ainsi à la France de remporter son premier gros test (30-29). Le niveau monte encore d'un cran face à l'Espagne, qui a nettement battu la France lors de ses dernières oppositions. Mais Vincent Gérard poursuit sur sa lancée, avec 27 % d'arrêts, et les Bleus surclassent l'Espagne (36-31). Assurée de terminer première de son groupe, la France s'incline lors du dernier match face à la Norvège malgré un bon Gérard (10/26, 38%). En quart de finale, ses 19% d'arrêts sont moins satisfaisants mais c'est sans conséquence dans la mesure où les Bleus s'imposent facilement face au Bahreïn (42-28). Contrairement aux compétitions précédentes, Vincent Gérard ne va pas craquer lors de la demi-finale face à l'Égypte, véritable coup de cœur de la compétition : auteur d'une prestation exceptionnelle (17 arrêts sur 39 tirs, 44%), il réalise des arrêts déterminants, notamment lorsque la France ne mène que d'un ou deux buts. En finale face au favori danois, Vincent Gérard réalise une nouvelle prestation solide même s'il ne termine qu'avec 32% d’arrêts du fait d'un dernier quart d'heure moins bon de sa part, comme celle de la défense française. Mais, après avoir compté 6 buts d'avance (18-12, 36e), les Bleus s'accrochent pour garder la tête au score : champion olympique, la performance de Vincent Gérard est soulignée par les instances internationales puisqu'il est élu meilleur gardien du tournoi.
Lors du championnat d'Europe 2022, Gérard et les Bleus se qualifient non sans peine pour les demi-finales. Opposé à la Suède, la France s'incline d'un but après un match raté de Gérard (3 arrêts sur 28 tirs). Dans le match pour la 3e place, s'il réalise un très bon match (17/44 à 38,6 %), c'est bien le Danemark qui s'impose après prolongation et la France termine au pied du podium. Au Championnat du monde 2023, enfin apaisé, il semble au sommet de son art, réalisant notamment 16 parades à 41 % de réussite contre l'Espagne, un niveau exceptionnel. « C'est un gardien efficace. Comme il possède une grande intelligence de jeu, ses déplacements sont justes, sans geste inutile. Surtout, il sait être présent dans les moments chauds », résume Jean-Luc Kieffer, entraîneur des gardiens de but de l’équipe de France. En quart de finale face à l'Allemagne, son match raté (0/10) est rattrapé par Rémi Desbonnet (14/30) qui a rendu la qualification « facile » (35-28). En demi-finale, la France retrouve une nouvelle fois la Suède mais Gérard est cette fois décisif (12/38 à 32 %). En finale, ni lui ni Desbonnet ne sont décisifs (7 arrêts sur 41 tirs) et les Bleus lâchent dans le dernier quart d'heure : après l'or en 2017 et le bronze en 2019, c'est avec une médaille d'argent au tour du cou que Vincent Gérard clos ce Championnat du monde 2023.
Insuffisamment remis de son opération d'une pubalgie à la fin de septembre, il ne peut participer à l'Euro 2024, brillamment remporté par les Bleus.

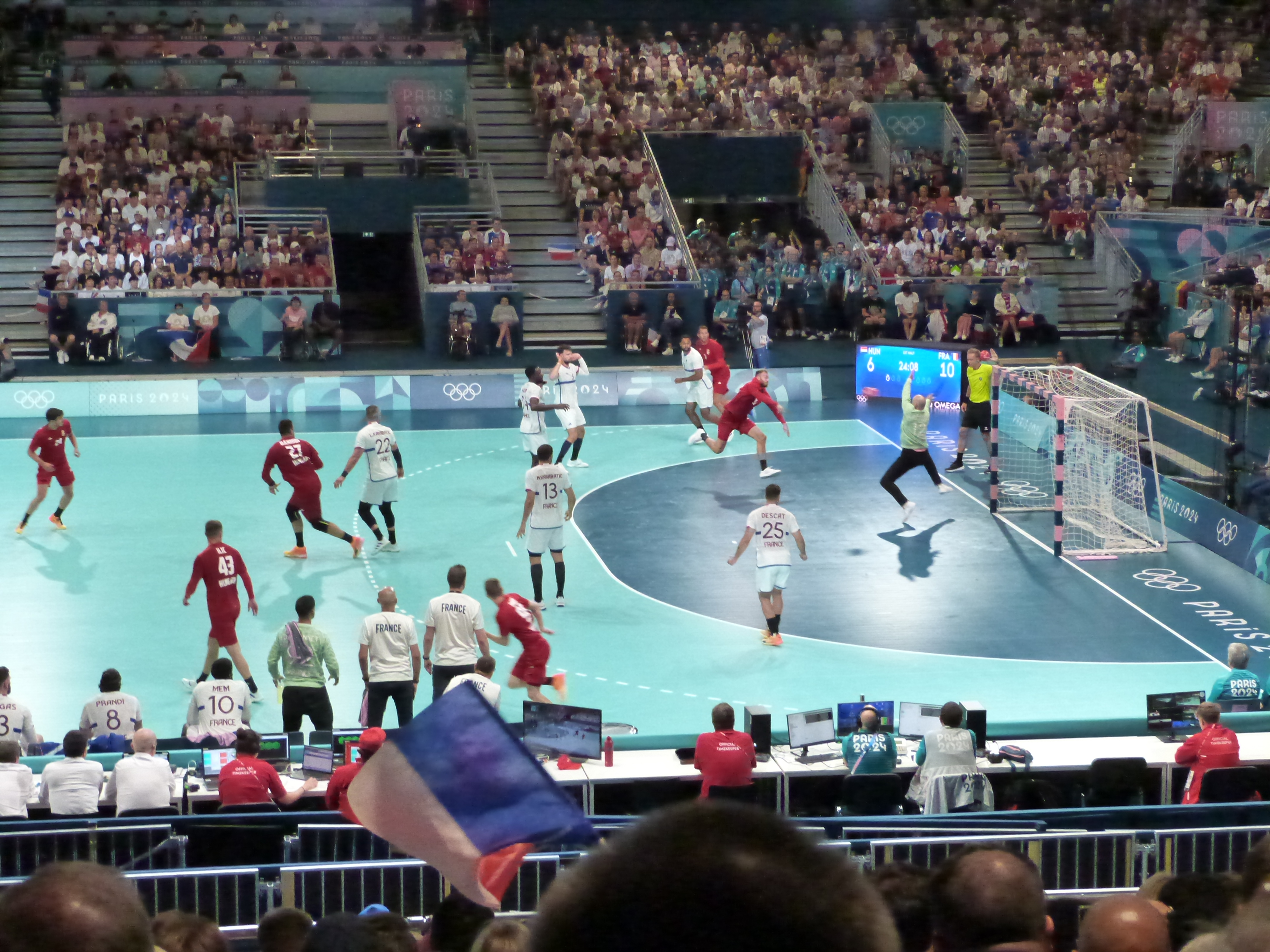
Vincent Gérard à la parade lors des Jeux olympiques de Paris.

Ayant annoncé le 20 décembre 2023 qu'il mettrait un terme à sa carrière à la fin de la saison, les Jeux olympiques de Paris sont censées être sa dernière compétition. Mais après une saison quasi blanche (blessé, il quitte le THW Kiel sans avoir joué de match officiel puis termine la saison à Istres en D2), le tout handball se demandait s'il avait encore le niveau olympique. Si les Bleus s'inclinent nettement lors du match d'ouverture face à l'autre favori danois (29-37), Gérard s'est montré rassurant avec 24 % d'arrêts (7/29)e. Son match est aussi correct face à la Norvège (10/37 à 27%) mais se conclut par une seconde nette défaite (22-27). Au pied du mur face à l'Égypte, Vincent Gérard (4/19) est bien secondé par Rémi Desbonnet (6/17 à 35%) qui permet d'obtenir un premier point dans la douleur. Le match contre l'Argentine est l'occasion de reprendre des couleurs tant pour la France (victoire 28-21) que pour Gérard (12/20 à 60 %). Le dernier match de poule contre la Hongrie est ainsi un véritable huitième de finale et Vincent Gérard est décisif (11/30 à 37%) pour la victoire et la qualification en quarts de finale. Malgré une performance magistrale de Vincent Gérard (24 arrêts à 42%), la France s'incline après prolongation face à l'Allemagne : défaite cruelle pour les Bleus et en particulier pour Vincent Gérard, Nikola Karabatic et Valentin Porte qui disputaient là le dernier match de leur carrière.

## Palmarès

### En club
Compétitions internationales
- Vainqueur de la Ligue des champions (C1) (1) : 2018 (Montpellier)
- Finaliste de la Coupe de l'EHF (C3) (1) : 2012 (Dunkerque).

Compétitions nationales
- Vainqueur du Championnat de France (5) : 2008 (Montpellier) , 2014 (Dunkerque) , 2020 , 2021 et 2022 (PSG)
- Vainqueur de la Coupe de France (5) : 2008 (Montpellier), 2011 (Dunkerque), 2016 (Montpellier), 2021 et 2022 (PSG)
- Vainqueur de la Coupe de la Ligue (5) : 2007, 2008 (Montpellier), 2009 (Istres), 2013 (Dunkerque) et 2016 (Montpellier).
- Vainqueur du Trophée des champions (3) : 2012 (Dunkerque), 2018 (Montpellier) et 2019 (PSG)
- Vainqueur du Championnat d'Espagne (1) : 2025
- Vainqueur de la Coupe du Roi (1) : 2025

### En sélection
Vincent Gérard connaît sa première sélection en équipe de France A le 6 avril 2013 (match de qualification pour l'Euro 2014) face à la Norvège. Ses résultats sont :
Jeux olympiques
- médaille d'argent aux Jeux olympiques de 2016
- médaille d'or aux Jeux olympiques de 2020
- 8e place aux Jeux olympiques de 2024 à Paris

championnats d'Europe
- médaille d'or au championnat d'Europe 2014
- 5e place au championnat d'Europe 2016
- médaille de bronze au championnat d'Europe 2018
- 14e place au championnat d'Europe 2020
- 4e place au championnat d’Europe 2022

championnats du monde
- médaille d'or au championnat du monde 2017
- Médaille de bronze au Championnat du monde 2019
- 4e place au Championnat du monde 2021
- médaille d'argent au Championnat du monde 2023

### Distinctions
Distinctions internationales
- Nommé à l'élection du meilleur handballeur mondial de l'année en 2018
- Élu meilleur gardien du Championnat du monde 2017
- Élu meilleur gardien du Championnat d'Europe 2018
- Élu meilleur gardien des Jeux olympiques 2020

Distinctions nationales
- Élu meilleur gardien du championnat de France (5) : 2010-2011[8], 2012-2013[41], 2013-2014[42], 2016-2017[15], 2017-2018
- Élu meilleur joueur du mois en championnat (4) : décembre 2010, février 2014, septembre 2015, octobre 2017...

Décorations
- Chevalier de l'ordre national du Mérite le 1er décembre 2016[43]
- Chevalier de la Légion d'honneur le 8 septembre 2021[44]